# Eusebius (papež)
Svatý Eusebius (česky Smil) († 17. srpna 310 ?) byl 31. papežem katolické církve.

## Život
Eusebius byl nástupcem papeže Marcela I. Jeho pontifikát byl velmi krátký. Liber Pontificalis udává jeho trvání na pouhé čtyři měsíce, od 18. dubna do 17. srpna. Nejistý je rok, mohlo to být v roce 309 nebo 310 (pravděpodobnější).
Pocházel údajně z Řecka a působil i jako lékař. Několik málo detailů o jeho životě známe z náhrobního nápisu, který dal pořídit papež Damasus I. (366–384). Za jeho pontifikátu pokračoval spor, jakým způsobem mají být zpět do církve přijímáni odpadlíci z doby krvavého pronásledování křesťanů (apostati). V tomto sporu mu byl největším oponentem jistý Heraclius, ale není zřejmé, zda zastával názor na přísnější, či mírnější interpretaci církevních pravidel. Z nepříliš jasných zmínek se však zdá, že Heraclius a jeho stoupenci požadovali okamžitý a bezpodmínečný návrat do církve, tedy i bez jakéhokoliv pokání.
Císař Maxentius ukončil spor tím, že oba vykázal z Říma. Eusebius byl deportován na Sicílii, kde krátce poté zemřel. Eusebiův nástupce Miltiades byl zvolen papežem 2. června 311 a patrně ještě v témže roce nechal přenést ostatky svatého Eusebia do Říma a pohřbít ve zvláštní hrobce v Kalixtových katakombách.
Památku svatého Eusebia uctívá katolická církev 17. srpna (dříve bylo uctíváno 26. září, což je den, kdy byly jeho ostatky znovu pohřbeny v Římě).